# Estadio Victoria
Das Estadio Victoria ist ein Fußballstadion in Aguascalientes, Bundesstaat Aguascalientes, Mexiko, das dem Fußballverein Necaxa seit Juli 2003 als Heimspielstätte dient. Gelegentlich wird es auch für Konzertveranstaltungen genutzt, wie zum Beispiel beim Auftritt der kolumbianischen Sängerin Shakira am 11. Mai 2007. Das Stadion befindet sich in einem von Sportanlagen dominierten Gebiet in der Colonia Héroes und liegt gegenüber dem Baseballstadion Alberto Romo Chávez.

## Geschichte

Etikett der Biermarke, nach der das Estadio Victoria benannt ist

Nachdem der Club Necaxa 2001 beschlossen hatte, sich aufgrund seines mangelnden Publikumszuspruchs in der mexikanischen Hauptstadt einen neuen Standort zu suchen und seine Wahl auf Aguascalientes gefallen war, wurde in dem rund 400 Kilometer nordwestlich von Mexiko-Stadt gelegenen Ort mit dem Bau des Stadions begonnen. Der Brauereikonzern Grupo Modelo ließ sich für 25 Jahre die Namensrechte sichern und gab dem Stadion den Namen der ältesten noch existierenden Biermarke Mexikos.
In den sechs Spielzeiten zwischen 2003/04 und 2008/09 war das Stadion Spielstätte der Primera División und seit dem Abstieg von Necaxa im Frühjahr 2009 ist es Spielort der zweitklassigen Liga de Ascenso.
Eröffnet wurde das Stadion am 26. Juli 2003 mit einem Freundschaftsspiel zwischen Necaxa und Mexikos populärstem Verein Chivas Guadalajara, das aus Sicht des Heimvereins mit 0:1 endete. Das goldene Tor für die Gäste erzielte Jorge Barrera, der somit auch als erster Schütze des neuen Stadions in die Annalen einging.
Noch im selben Jahr absolvierte die mexikanische Nationalmannschaft hier ein Länderspiel gegen die Dominikanische Republik, das mit 8:0 gewonnen wurde.